# Revazi Zintiridis
Revazi Zintiridis (griechisch Ρεβάζι Ζιντιρίδης, * 1. Oktober 1985) ist ein griechischer Judoka.
Zintiridis wurde in der ehemaligen Sowjetrepublik Georgien geboren. Er gewann das A-Turnier von Tiflis Anfang 2004 und erreichte im weiteren Jahresverlauf sowohl den siebten Platz im Superleichtgewicht bis 60 Kilogramm bei den Olympischen Sommerspielen in Athen den siebten Platz als auch im Oktober bei der Juniorenweltmeisterschaft in Budapest.